# Ян Мінзе Моленар
Ян Мінзе Моленар (нід. Jan Miense Molenaer; 1610, Гарлем — 1668, Гарлем) — художник  золотої доби Нідерландів.

## Життєпис
Точної дати народження художника невідомо. Зазвичай її розміщають між 1609 та 1610 роками, тобто народився не пізніше 1610 р.
Художнє навчання опановував в майстерні художника Франса Галса. Серед учнів майстра була і Юдит Лейстер. Згодом вони побралися, вінчання відбулося 1 червня 1636 року. В літературі зустрічається гіпотеза, що Юдит Лейстер мала більше художнє обдарування, ніж її чоловік. На ранньому етапі творчості вони створювали картини надто схожі за тематикою, що заважає точно розпізнавати авторство картин. Моленар брався розробляти різні сюжети і жанри, серед котрих портрет, пейзаж, побутовий жанр, картина для церкви на біблійний сюжет.
В голландському мистецтві першої половини XVII століття існувала група художників, що розробляла гумористичні та жартівливі сюжети, позбавлені депресивності, до якої входили Ян Стен, сам Франс Галс, Юдит Лейстер та Ян Мінзе Моленар.
Моленар окрім творчої діяльності також торгував творами мистецтва.
В родині Моленара та Юдит Лейстер народилось п'ятеро дітей. Первісно родина мешкала в місті Амстердам, а потім перебралась у місто Харлем. 1659 року вони обидва захворіли. Юдит Лейстер не видужала і померла. Моленар пережив дружину і помер 1668 року. Поховання відбулося 15 вересня 1668 року.
Клаас Моленар, його брат, теж був художником-пейзажистом.

## Вибрані твори (перелік)
- «Автопортрет з черепом», бл. 1640 р., Стара пінакотека, Мюнхен
- «Зимовий пейзаж з вітряком», Ермітаж, Санкт-Петербург
- «Алегорія відданості»
- «Веселий скрипаль»
- «Гравці в карти»
- «Жартівливий концерт», 1629 р., Національна галерея (Лондон)
- «Цирюльник», 1629 р., Художній музей Північної Кароліни, Ролі
- «Шарлатан і його помічниця», бл. 1630 р.
- «Музичний дует», бл. 1630 р., Художній музей Сієтла
- «Майстерня художника», 1631 р., Берлін
- «Марнота марнот», 1633 р., музей мистецтв (Толідо), США
- «Бійка між Постом і Масляною», 1634 р., музей мистецтв Індіанаполіса, США
- «Зречення апостола Петра», Музей образотворчих мистецтв (Будапешт)
- «Коронування Христа терновим вінцем», 1639 р., католицька церква св. Одульфуса

## Вибрані твори (галерея)

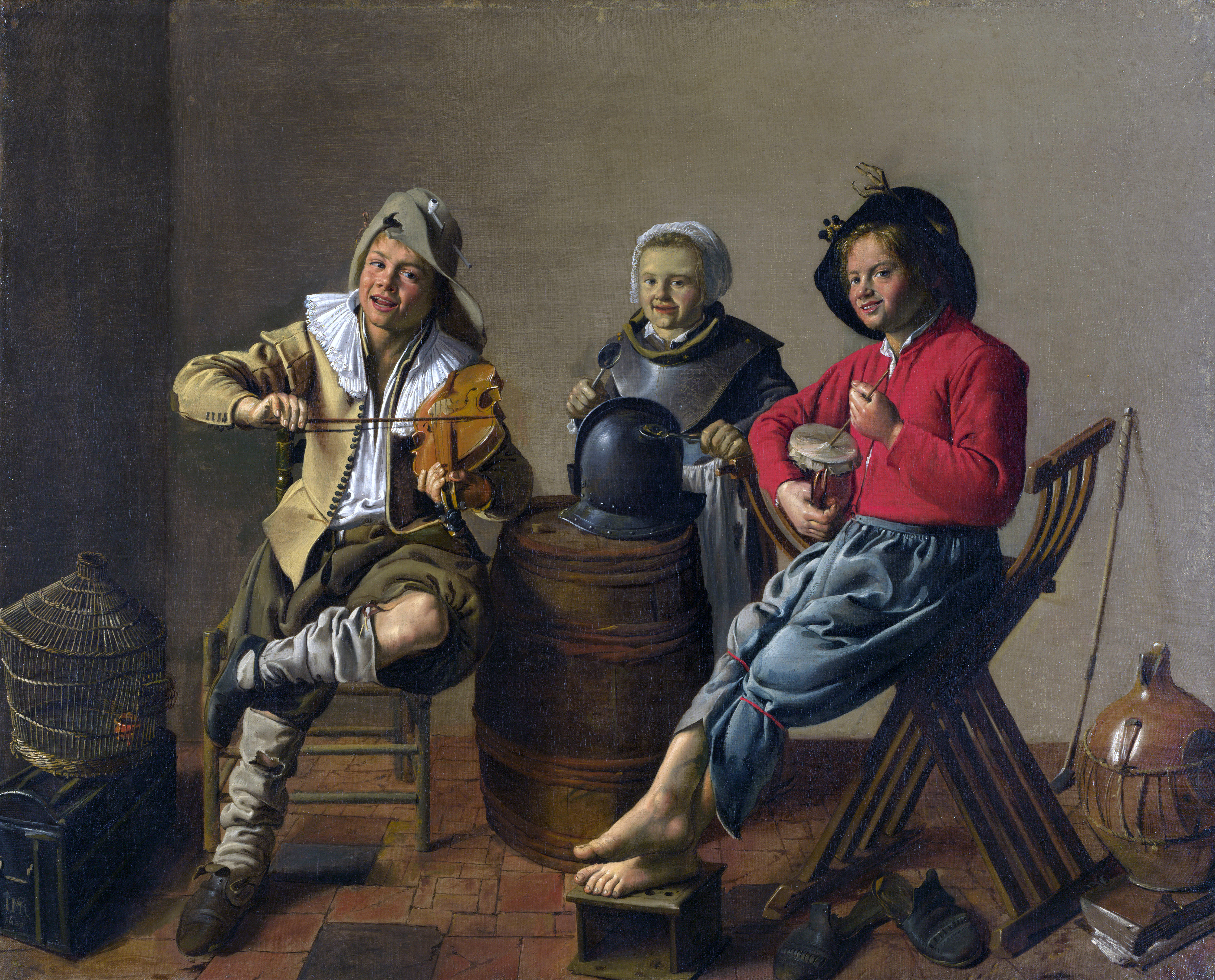
Ян Мінзе Моленар. «Жартівливий концерт», 1629 р., Національна галерея (Лондон).

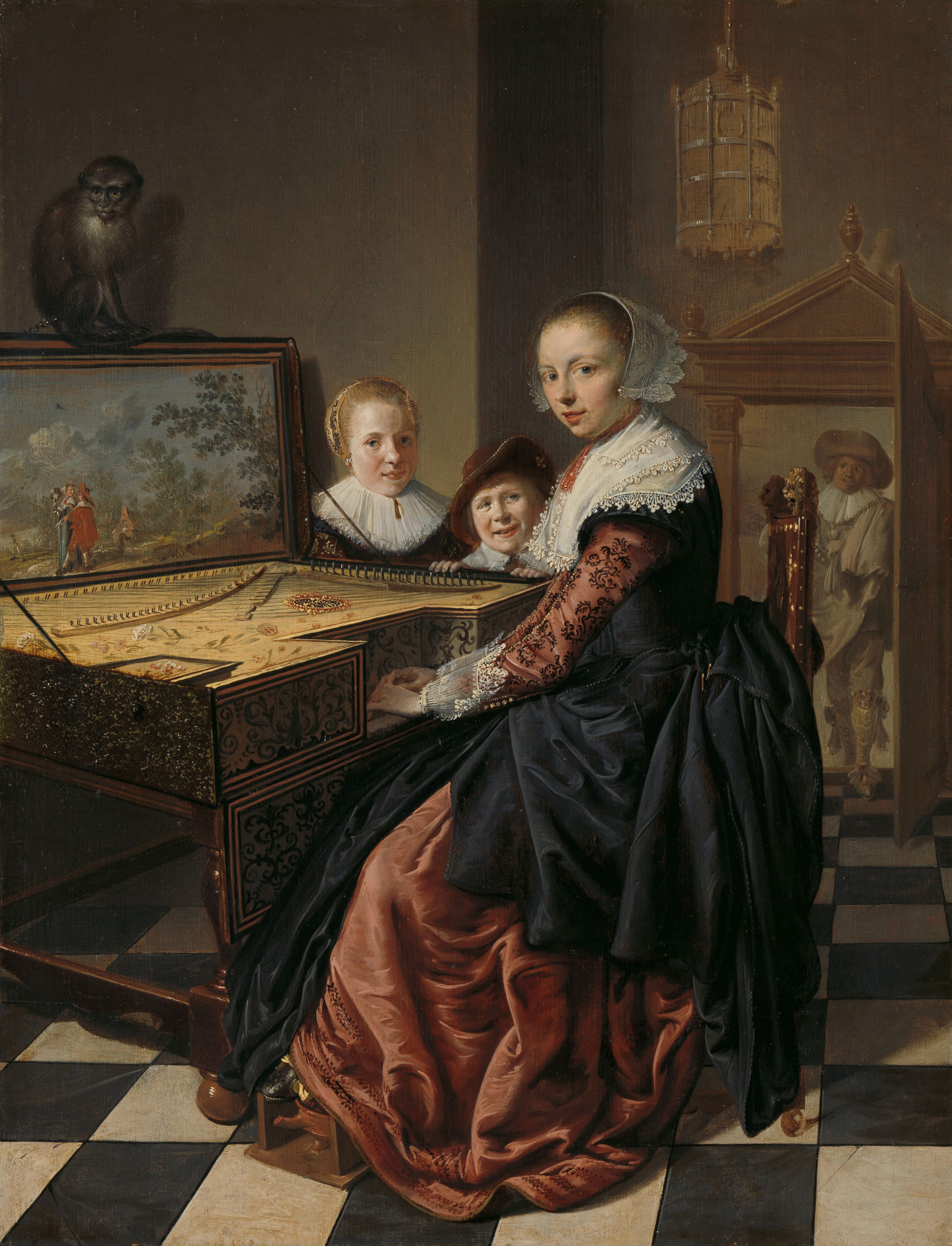
Я. Моленар. «Пані з дітьми біля спінета», Державний музей (Амстердам)

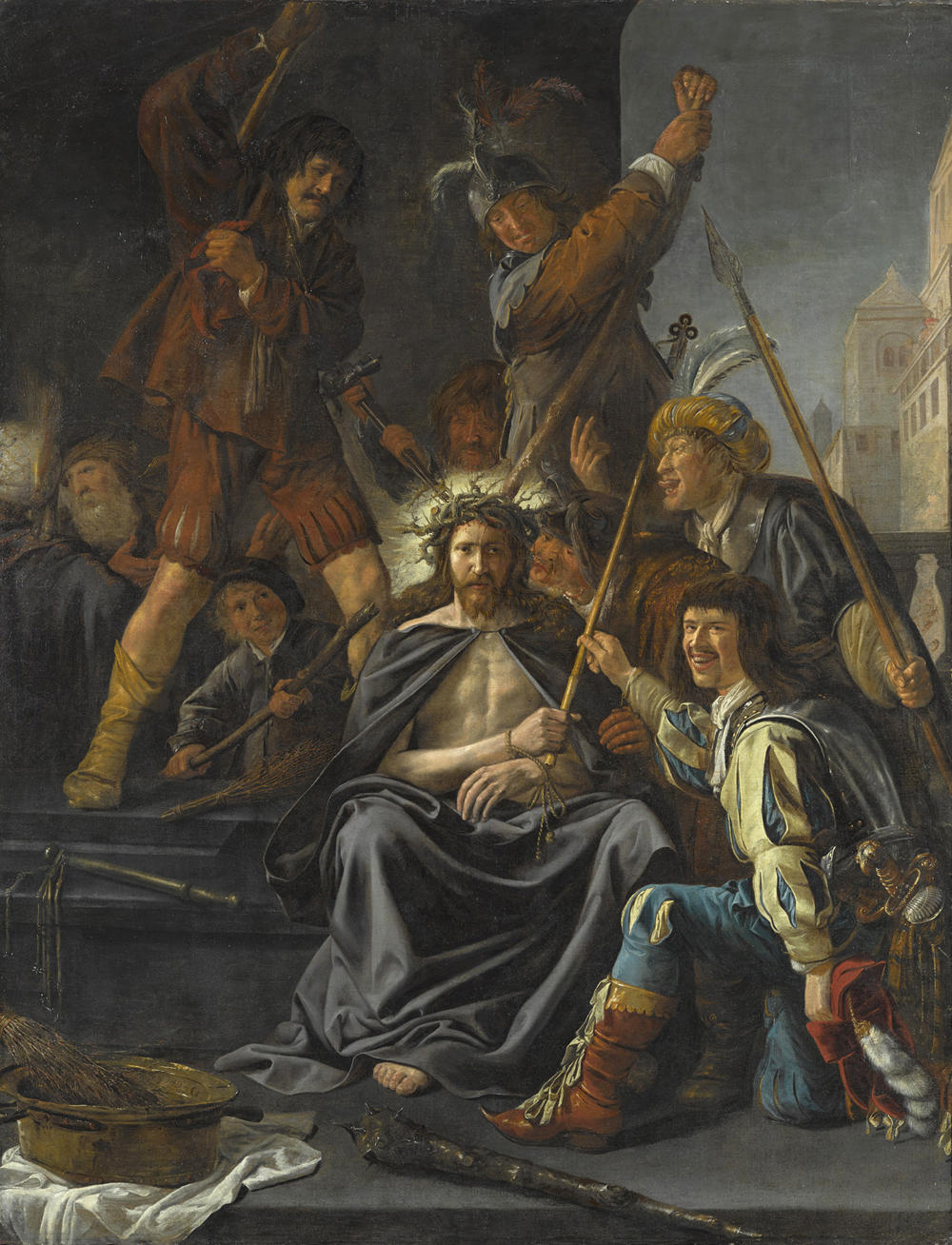
Я. Моленар. «Увінчання Христа терновим вінцем», 1639 р., католицька церква св. Одульфуса
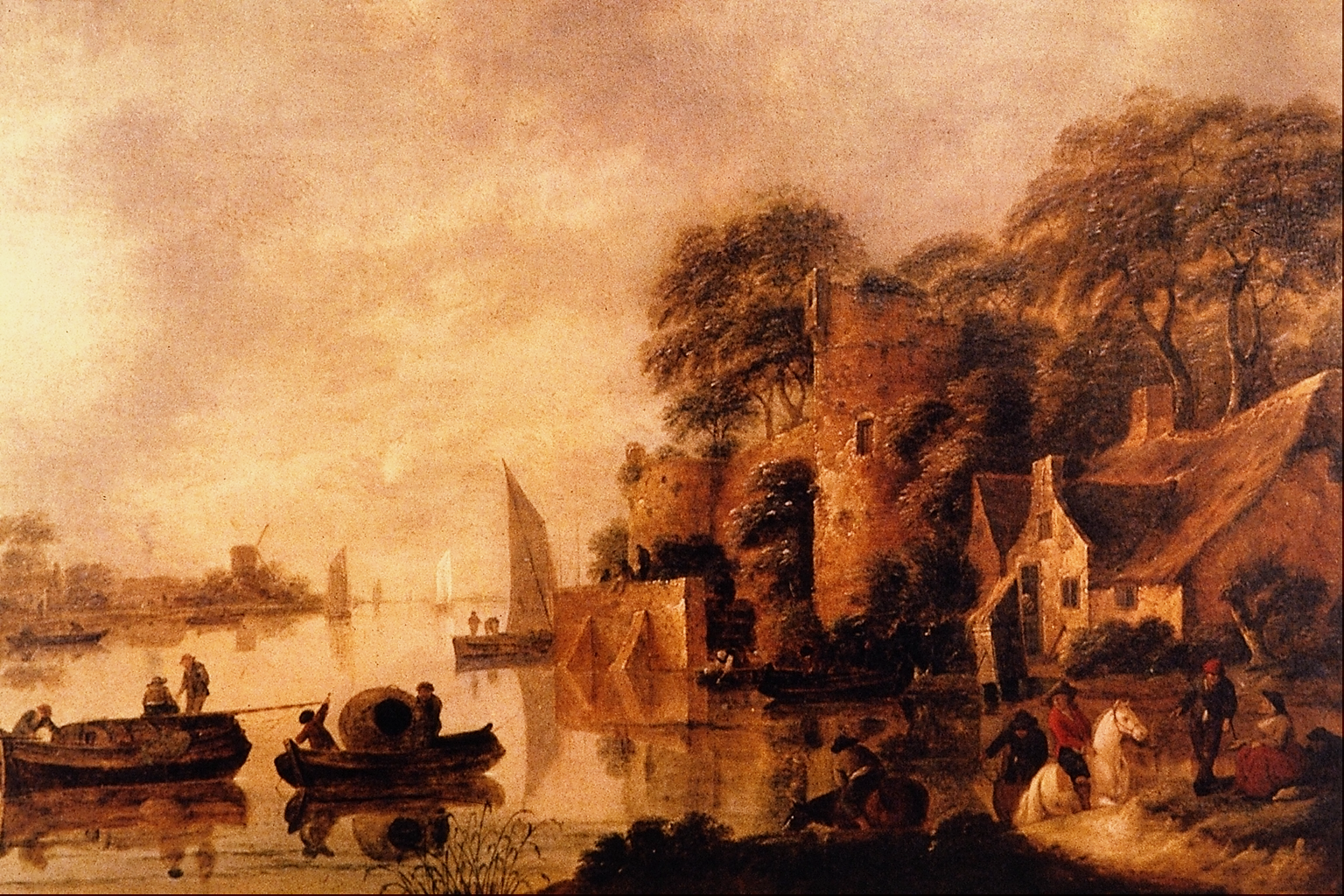
Я. Моленар. «Пейзаж з річкою»
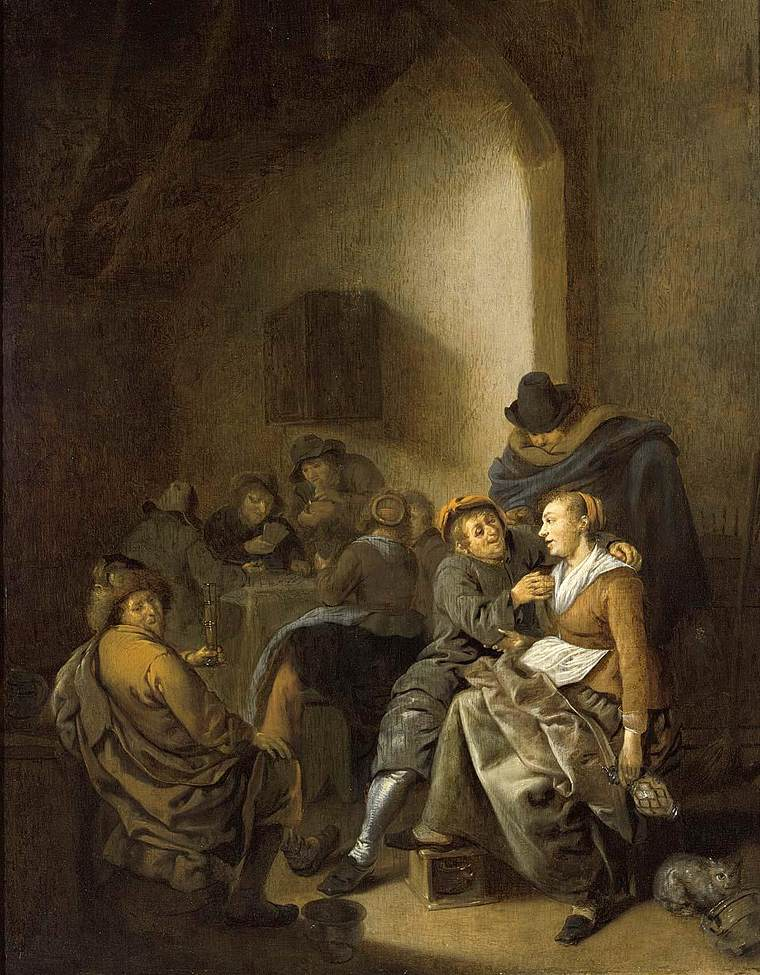
Я. Моленар. «Сценка залицяння в постоялому дворі»
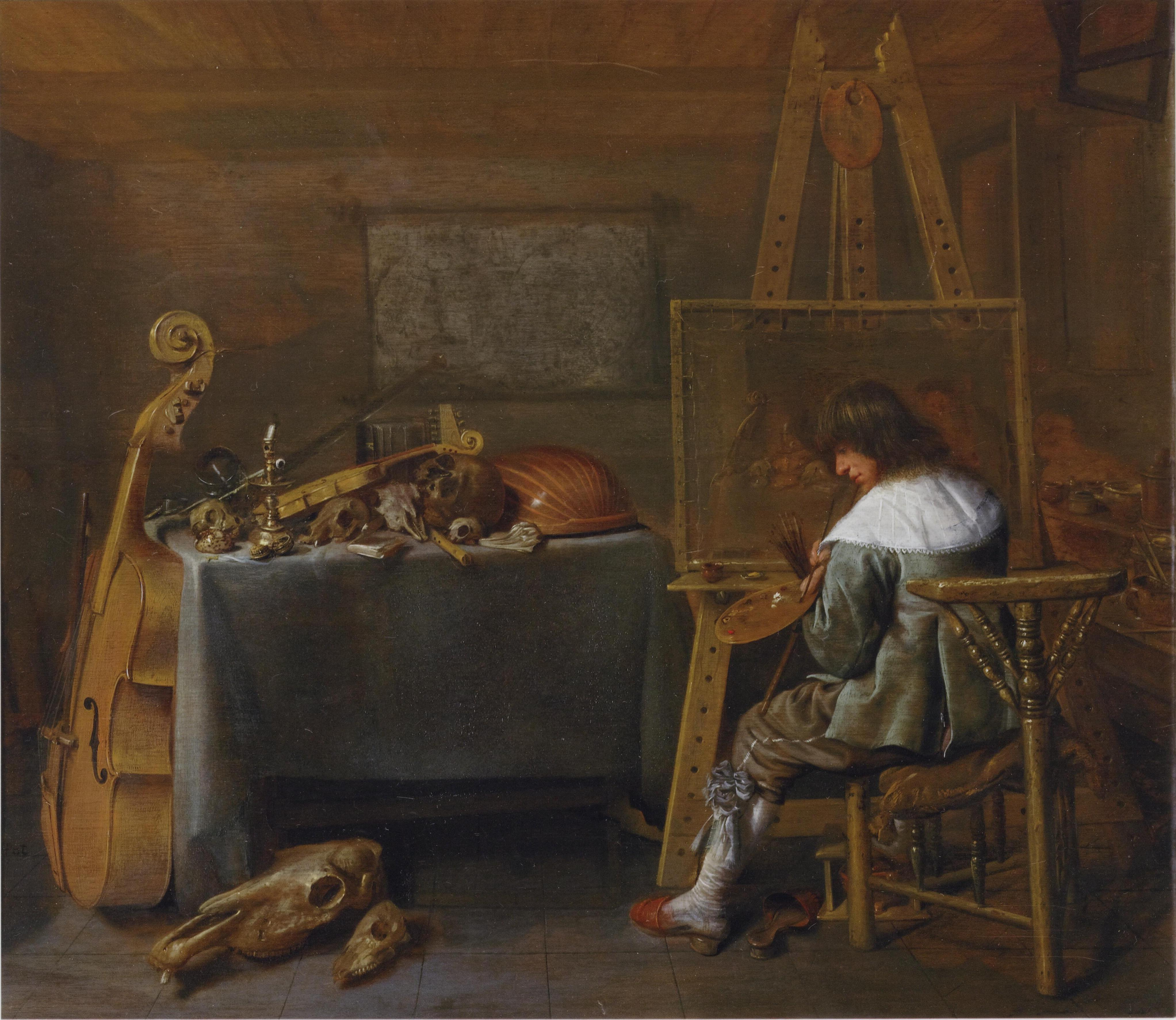
Я. Моленар. «Майстерня художника», бл. 1650 р.
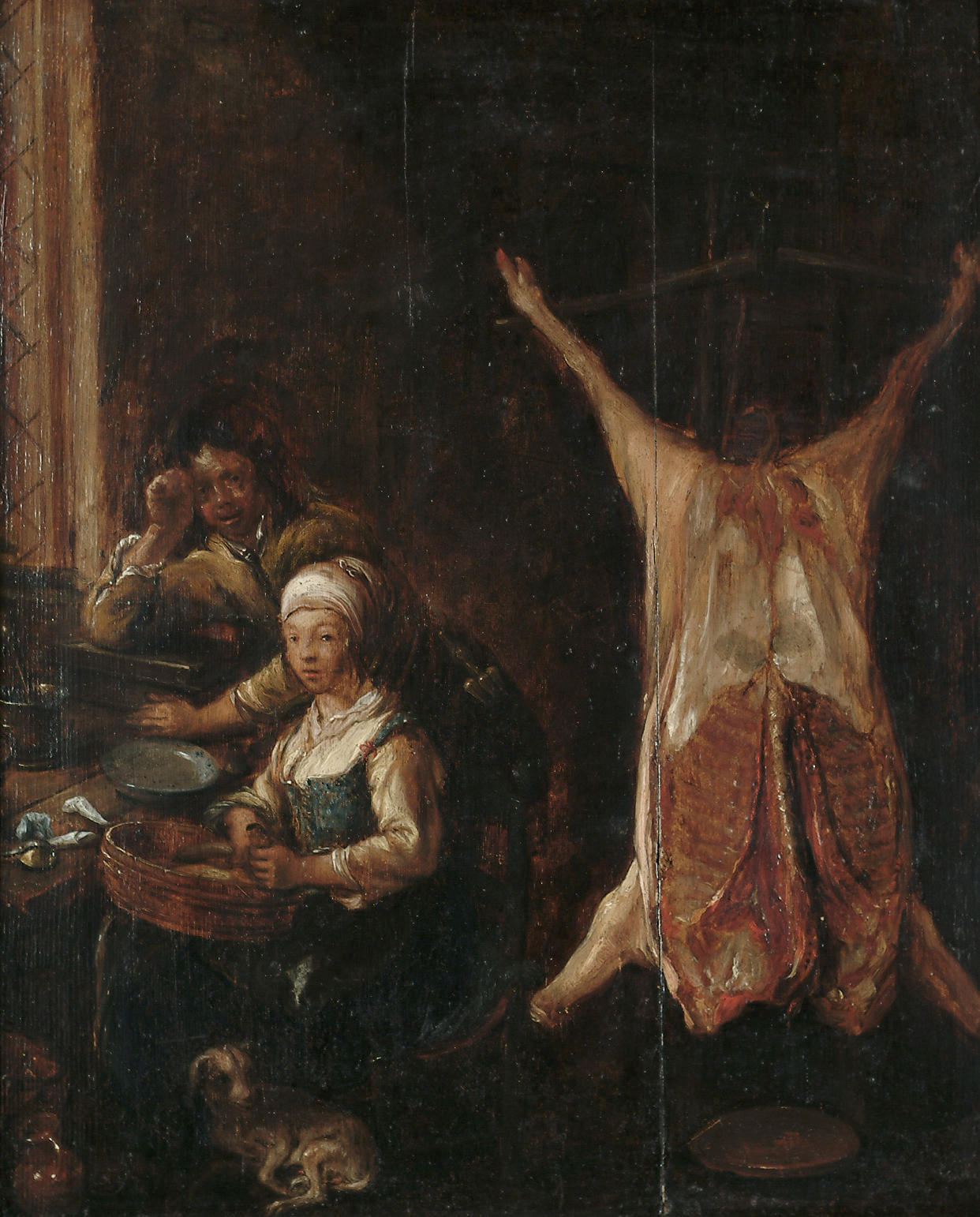
Я. Моленар. «Двоє селян в кухні»
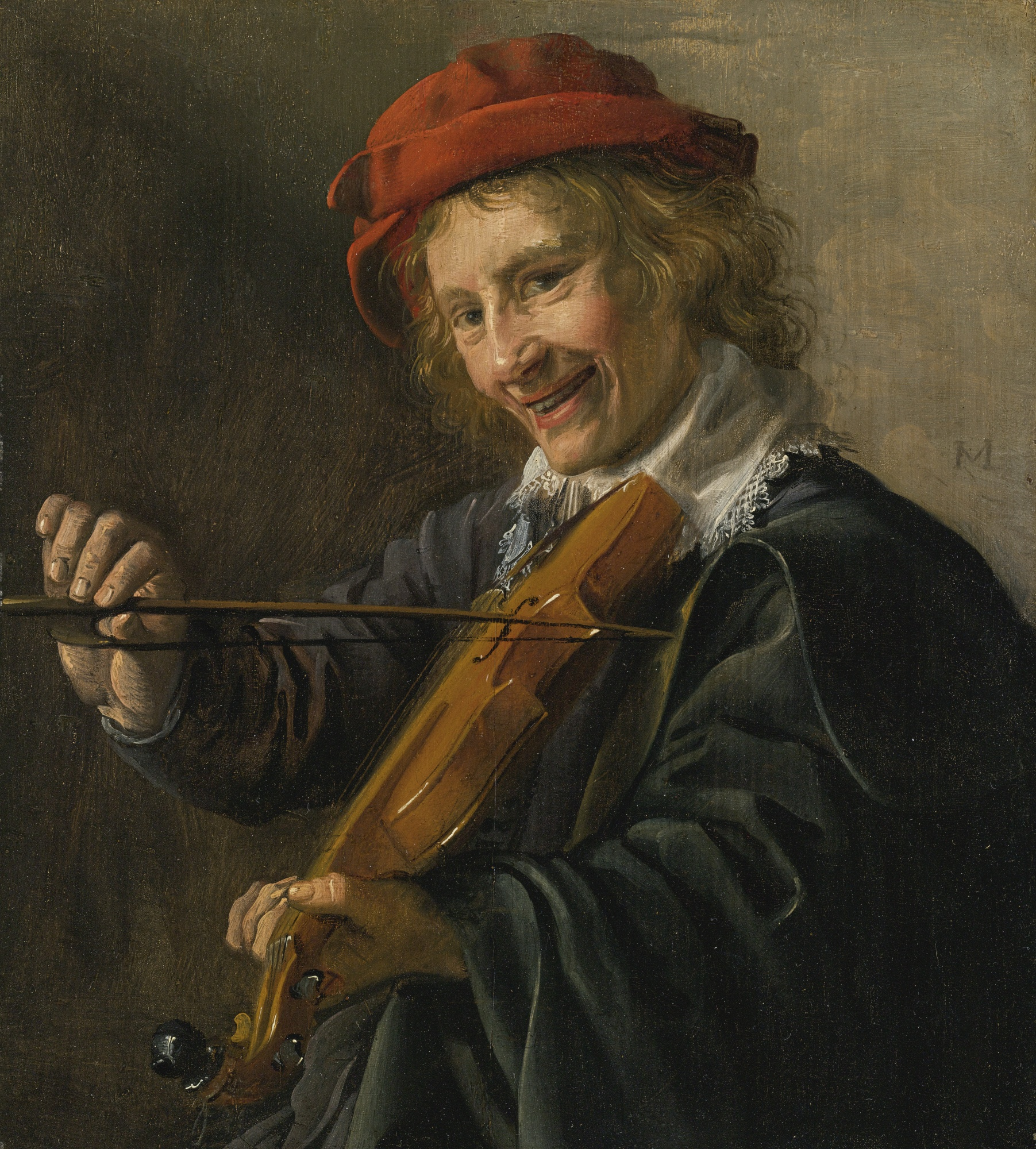
Я. Моленар. «Веселий скрипаль»